# David Andersson (skridskoåkare)

David Andersson, född 23 februari 1994 i Vänersnäs, är en svensk skridskoåkare.
Andersson började utöva skridskoåkning i Trollhättan när han var 10 år för att förbättra sin kapacitet som bandyspelare. Vid junior-VM 2012 slutade Andersson fyra på 5000 meter vilket bidrog till hans fjärdeplats i allround. I världscupen för juniorer 2011/2013 blev Andersson tvåa i totalen på 3000/5000 meter efter att under sista tävlingshelgen gått förbi trean Fan Yang med fyra poängs marginal. Han gjorde sin debut i världscupen i november 2012 i Heerenveen och slutade då 30:e med en tid som var nytt svenskt juniorrekord. Vid världsmästerskapet 2013 för seniorer i Sotji slutade Andersson på 22:a plats på distansen 1500 meter. Vid europamästerskapen samma år slutade han på artonde plats i allround utan att kört alla distanser. I december 2013 togs David Andersson ut av Sveriges olympiska kommitté till olympiska vinterspelen 2014 i Sotji. I januari 2014 slutade han på 17 plats i allround vid EM efter bland annat en femteplats på 500 meter. Inför olympiska vinterspelen i Sotji drabbades Andersson av en överbelastningsskada på utsidan av vaden och han blev 38:a av 40 åkare på både 1000 och 1500 meter.